# روش‌های تجزیه
روش تحلیلی (به انگلیسی: Analytical technique) روشی است که برای تعیین غلظت یک ترکیب شیمیایی یا عنصر شیمیایی مورد استفاده قرار می‌گیرد. برای این تجزیه و تحلیل (آنالیز) از طیف گسترده‌ای از تکنیک‌ها استفاده می‌شود، از آنالیزهای وزن سنجی گرفته تا تیتراسیون‌ها (تیترسنجی) (titrimetric) و روش‌های بسیار پیشرفته‌ای که از ابزارهای بسیار تخصصی استفاده می‌کنند. رایج‌ترین تکنیک‌هایی که در شیمی تحلیلی مورد استفاده قرار می‌گیرند به شرح زیر است:
- تیترسنجی (Titrimetry)، که بر پایهٔ معرف‌های مورد نیاز برای واکنش با ماده مورد تجزیه استوار است؛
- روش‌های تحلیلی الکتریکی (Electroanalytical)، از جمله پتانسیل سنجی (potentiometry) و ولتاژسنجی (voltammetry)؛
- طیف‌سنجی (Spectroscopy)، که بر پایهٔ برهمکنش افتراقی ماده مورد تجزیه با تابش الکترومغناطیسی است؛
- کروماتوگرافی (Chromatography)، که در آن ماده مورد تجزیه از بقیهٔ نمونه جدا شده به نحوی که می‌توان آن را بدون دخالت دادن ترکیبات دیگر اندازه‌گیری کرد؛
- آنالیزهای وزن سنجی (Gravimetric)؛
- روش‌های میکروسکوپی؛
- شیمی تحلیلی تابشی (Radioanalytical).

در بین روش‌های تحلیلی روش‌های بسیار بیشتری وجود داشته و هر کدام از آن‌ها دارای کاربردهای تخصصی است. هر روش تحلیلی اصلی، کاربردهای فراوانی داشته و از روش‌های عمومی متفاوت است.